# Плави хоризонти
Плави хоризонти је приградско насеље у Београду, које се налази у општини Земун. Једно је од најмлађих београдских насеља, уз насеље Алтина.

## Локација
Плави хоризонти се налазе у западном делу Земуна и протежу се дуж пруге Београд—Нови Сад. Граничи се са насељем Алтина на северу и протеже се даље у правцу насеља Војни пут II и Колонија Змај на југоистоку и насеља Земун Поље на северозападу.

## Карактеристике
До касних 1990-их година, ово је била ненасељена област покривена ливадама. Након избијања рата у Југославији 1991, а нарочито након акције Олуја хрватске војске 1995. која је протерала 320.000 Срба из Хрватске у Србију, многе избеглице населиле су ово подручје, што је резултовало стварањем неколико нових насеља (Алтина, Плави хоризонти, Грмовац, Бусије). Алтина и Плави хоризонти су израсли у права насеља, спојивши се са западним делом Земуна. По процени општине Земун, у ова два насеља тренутно живи око 20.000 становника.
Након 2000. године, започето је убранистичко уређивање насеља. Скоро све улице су асфалтиране, али и даље остају многи нерешени проблеми превасходно везани за комуналну инфраструктуру.
Насеље је повезано градским превозом и кроз њега саобраћају аутобуси на линијама 708 (Земун Поље—Нови Београд /Блок 70а/) и 709 (Земун Поље—Земун /Нови град/).

## Галерија
- Црква Светог Атанасија Великог